# 王继隆
王继隆（？—939年），五代十国時期光州固始县（今河南省固始县）人，閩國奠基人王潮的孙子。
王潮将基业传给了弟弟王审知，他自己的子孙没有成为帝王。王审知被后梁封为闽王，王审知的儿子王延钧称皇帝，王延钧的儿子康宗王昶即位后，喜欢作长夜的饮宴，强制群臣喝酒，喝醉了便让左右之人伺机找他的过失。通文四年（939年），王继隆作为王昶的堂弟参与宴饮，因醉后失礼，被王昶斩杀。